# ریسا
ریسا دهستانی در استان آستوریاس اسپانیا است.
در این دهستان ۲٬۵۴۳ نفر زندگی می‌کنند. مساحت این دهستان ۴۶٫۴۹ کیلومتر مربع است.